# Staurois
Staurois és un gènere de granotes de la família dels rànids que es troba a Brunei, Malàisia, Indonèsia i Filipines.

## Taxonomia
- Staurois latopalmatus
- Staurois natator
- Staurois nubilus (Mocquard, 1890)
- Staurois parvus (Inger & Haile, 1960)
- Staurois tuberilinguis